# Matiloxis juventina
Matiloxis juventina är en fjärilsart som beskrevs av Druce. Matiloxis juventina ingår i släktet Matiloxis och familjen nattflyn. Inga underarter finns listade i Catalogue of Life.